# Rockmart
Rockmart is een plaats (city) in de Amerikaanse staat Georgia, en valt bestuurlijk gezien onder Polk County.

## Demografie
Bij de volkstelling in 2000 werd het aantal inwoners vastgesteld op 3870.
In 2006 is het aantal inwoners door het United States Census Bureau geschat op 4401, een stijging van 531 (13.7%).

## Geografie
Volgens het United States Census Bureau beslaat de plaats een oppervlakte van
11,3 km², waarvan 11,2 km² land en 0,1 km² water.

## Plaatsen in de nabije omgeving
De onderstaande figuur toont nabijgelegen plaatsen in een straal van 24 km rond Rockmart.